# Formosia fusca
Formosia fusca är en tvåvingeart som beskrevs av Crosskey 1973. Formosia fusca ingår i släktet Formosia och familjen parasitflugor. Inga underarter finns listade i Catalogue of Life.